# Azerbajdžan na Svjetskom prvenstvu u atletici 2015.
Azerbajdžan je sudjelovao na Svjetskom prvenstvu u atletici na otvorenom 2015. održanom u Pekingu od 12. do 30. kolovoza dvanaesti put, odnosno sudjelovao je pod današnjim imenom na svim prvenstvima od 1993. do danas. Reprezentaciju Azerbajdžan predstavljalo je dvoje atletičara koji su se natjecali u dvije discipline.
Na ovom prvenstvu Azerbajdžan nije osvojio nijednu medalju, niti je oboren neki rekord.

## Sudionici
| Disciplina      | Sportaši        | Sportaši    |
| Disciplina      | Muškarci        | Žene        |
| --------------- | --------------- | ----------- |
| 5000 m          | Hajle Ibrahimov | —           |
| Bacanje kladiva | —               | Hana Skidan |

## Rezultati

### Muškarci
| Atletičar       | Disciplina | Osobni rekord | Kvalifikacije | Kvalifikacije | Finale               | Finale       | Detalji |
| Atletičar       | Disciplina | Osobni rekord | Rezultat      | Mjesto        | Rezultat             | Mjesto       | Detalji |
| --------------- | ---------- | ------------- | ------------- | ------------- | -------------------- | ------------ | ------- |
| Hajle Ibrahimov | 5000 m     | 13:09,17 НР   | 13:28,77      | 14. u gr. B   | Nije se kvalificirao | 19 / 39 (41) |         |

### Žene
| Atletičar   | Disciplina      | Osobni rekord | Kvalifikacije | Kvalifikacije | Finale                | Finale       | Detalji |
| Atletičar   | Disciplina      | Osobni rekord | Rezultat      | Mjesto        | Rezultat              | Mjesto       | Detalji |
| ----------- | --------------- | ------------- | ------------- | ------------- | --------------------- | ------------ | ------- |
| Hana Skidan | Bacanje kladiva | 74,21 НР      | 66,91         | 12. u gr. B   | Nije se kvalificirala | 23 / 30 (31) |         |